# Giang Nam, Nam Ninh
Giang Nam (chữ Hán giản thể: 江南区, bính âm: Jiāngnán Qū, âm Hán Việt: Giang Nam huyện) là một huyện thuộc địa cấp thị Nam Ninh, khu tự trị dân tộc Choang Quảng Tây, Cộng hòa Nhân dân Trung Hoa. Huyện Giang Nam có diện tích 1154 km², dân số năm 2002 là 402.000 người. Về mặt hành chính, huyện Giang Nam được chia thành 5 nhai đạo và 4 trấn.
- Nhai đạo: Giang Nam, Sa Tỉnh, Na Hồng, Phúc Kiến Viên, Kim Khải.
- Trấn: Giang Tây, Ngô Vu, Tô Vu, Diên An.